# 束の間の幻影
『束の間の幻影』（つかのまのげんえい、フランス語: Visions Fugitives ）作品22は、セルゲイ・プロコフィエフが1915年から1917年に作曲したピアノ曲集。1918年4月15日に作曲者自身によって、ソビエト連邦のペトログラード（現ロシア、サンクトペテルブルク）において初演された。日本での初演は、同年7月7日に東京において、同じく作曲者自身によって行われている。
フランス語の題名は、コンスタンチン・バリモントの詩行（「あらゆる刹那の瞬間に私は世界を見る、虹色にちらつく光に満たされた世界を……」）から取られている。

## 楽曲構成
以下の20曲から成り、いずれも微小な楽曲ばかりである。どの曲も無調からは程遠いものの、不協和さという特徴においては同時期に作曲されたシェーンベルクやスクリャービンの作品に通じる面がある。それでも調性やリズムという点では、非常に独創的である。「絵のように美しく」との発想記号を持つ第7曲は、「ハープ」という愛称で知られるop.12「10の小品」の7曲目の変奏曲としての表情も持ち、「アルパ」（民俗学的な意味でのハープの意）として新たな表情を見せている。演奏時間は22分程。
1. Lentamente
2. Andante
3. Allegretto
4. Animato
5. Molto giocoso
6. Con eleganza
7. Pittoresco (Arpa)
8. Commodo
9. Allegro tranquillo
10. Ridicolosamente
11. Con vivacità
12. Assai moderato
13. Allegretto
14. Feroce
15. Inquieto
16. Dolente
17. Poetico
18. Con una dolce lentezza
19. Presto agitatissimo e molto accentuato
20. Lento irrealmente